# الهایی
الهایی، شهری در بخش مرکزی شهرستان اهواز در استان خوزستان ایران است.

## جمعیت
بر پایه سرشماری عمومی نفوس و مسکن در سال ۱۳۹۵، جمعیت شهر الهایی برابر با ۷٬۶۵۱ نفر (۱٬۹۰۵ خانوار) بوده است.